# Врештет
Врештет (њем. Wrestedt) општина је у њемачкој савезној држави Доња Саксонија. Једно је од 29 општинских средишта округа Илцен. Према процјени из 2010. у општини је живјело 2.981 становника. Посједује регионалну шифру (AGS) 3360028.

## Географски и демографски подаци
Врештет се налази у савезној држави Доња Саксонија у округу Илцен. Општина се налази на надморској висини од 51 метра. Површина општине износи 34,2 km². У самом мјесту је, према процјени из 2010. године, живјело 2.981 становника. Просјечна густина становништва износи 87 становника/km².

## Међународна сарадња
| Мјесто | Држава    | Врста сарадње | Од    |
| ------ | --------- | ------------- | ----- |
|        | Француска | партнерство   | 1973. |
|        | Француска | партнерство   | 1973. |
| Извор  |           |               |       |